# Shūto Kojima
Shūto Kojima (jap. 小島秀仁 Kojima Shūto; ur. 30 lipca 1992) – japoński piłkarz występujący na pozycji pomocnika. Obecnie występuje w Ehime FC.

## Kariera klubowa
Od 2011 roku występował w klubach Urawa Reds, Tokushima Vortis i Ehime FC.